# Österreichischer Fußball-Cup 2021/22

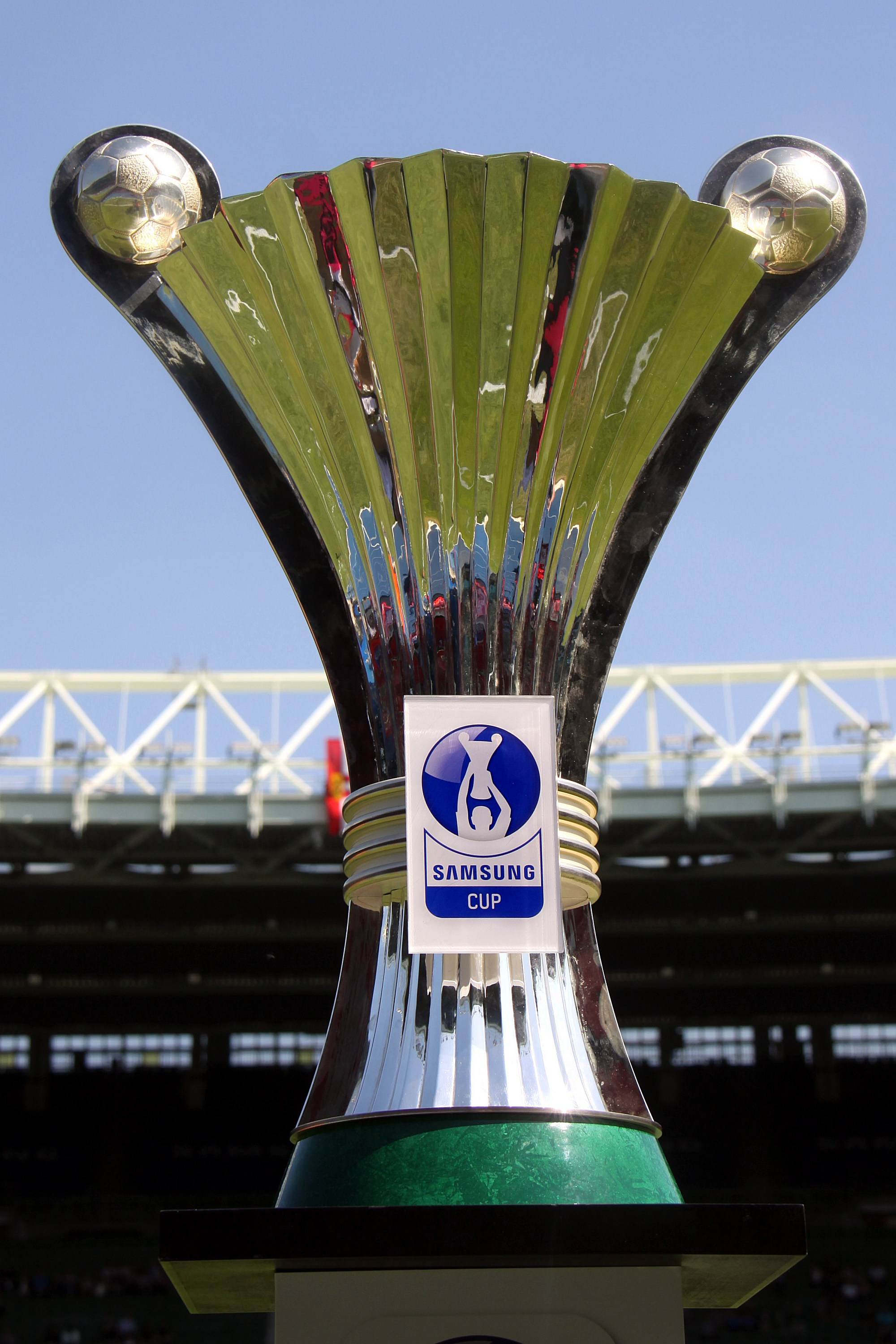
Siegestrophäe für Vereine: ÖFB-Pokal

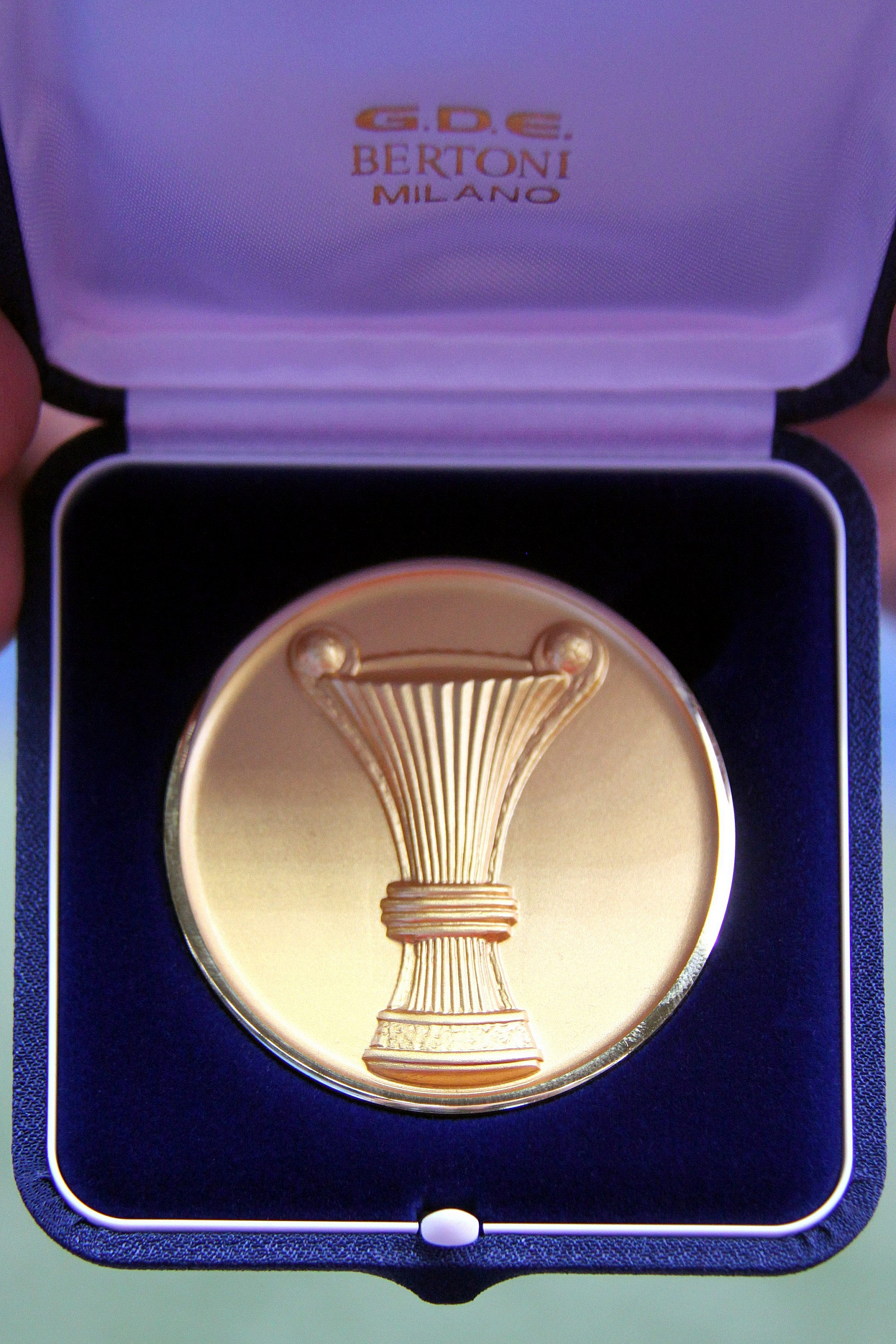
Siegermedaille für Spieler

Der Cup des Österreichischen Fußball-Bundes wird in der Saison 2021/22 zum 87. Mal ausgespielt. Die offizielle Bezeichnung des Wettbewerbs lautet nach dem Bewerbssponsor Uniqa, der seit 2017 die Bewerb unterstützt, „Uniqa ÖFB Cup“. Der Slogan des Bewerbs lautet „#GlaubeWilleMut“ (bis 2017 „Tore für Europa“). Der Sieger ist berechtigt, an der Qualifikation für die UEFA Europa League 2022/23 teilzunehmen. Sollte der Pokalsieger schon für die UEFA Champions League qualifiziert sein, so nimmt der Tabellenvierte der Meisterschaft 2021/22 an der Qualifikation für die UEFA Europa Conference League 2022/23 teil.
Titelverteidiger ist der FC Red Bull Salzburg, der zuletzt den LASK mit 3:0 besiegte. Torschützenkönige des letzten Jahres waren Fabian Schubert (Linz) und Johannes Eggestein (LASK) mit je sechs Treffern.

## Teilnehmer
An der ersten Runde nehmen 64 Mannschaften teil. Aus dem Profi-Bereich nehmen die zwölf Mannschaften der Bundesliga (FC Admira Wacker Mödling, SCR Altach, SK Sturm Graz, TSV Hartberg, SK Austria Klagenfurt, LASK, SV Ried, FC Red Bull Salzburg, WSG Tirol, FK Austria Wien, SK Rapid Wien, Wolfsberger AC) und 12 Mannschaften der 2. Liga (SKU Amstetten, FC Dornbirn 1913, Floridsdorfer AC, Grazer AK, SV Horn, FC Wacker Innsbruck, Kapfenberger SV, SV Lafnitz, FC Blau-Weiß Linz, SC Austria Lustenau, SK Vorwärts Steyr, SKN St. Pölten) teil. Die Zweitmannschaften bzw. Farmteams von Bundesligisten (Young Violets, FC Liefering, FC Juniors OÖ und SK Rapid Wien II) sind nicht spielberechtigt.
Die restlichen Plätze wurden nach einem festgelegten Schlüssel auf Amateurvereine in den Landesverbänden aufgeteilt:
- 6 Mannschaften:
  - Niederösterreichischer Fußballverband
- 5 Mannschaften:
  - Oberösterreichischer Fußballverband
  - Steirischer Fußballverband
- 4 Mannschaften:
  - Burgenländischer Fußballverband
  - Kärntner Fußballverband
  - Salzburger Fußballverband
  - Tiroler Fußballverband
  - Wiener Fußball-Verband
  - Salzburger Fußballverband
  - Vorarlberger Fußballverband

| Bundesliga (12) | 2. Liga (12) | Regionalliga Ost (12) |
| --- | --- | --- |
| - FC Admira Wacker Mödling - SCR Altach - SK Sturm Graz - TSV Hartberg - SK Austria Klagenfurt - LASK - SV Ried - FC Red Bull Salzburg (M, C) - WSG Tirol - FK Austria Wien - SK Rapid Wien - Wolfsberger AC | - SKU Amstetten - FC Dornbirn 1913 - Floridsdorfer AC - Grazer AK - SV Horn - FC Wacker Innsbruck - Kapfenberger SV - SV Lafnitz - FC Blau-Weiß Linz - SC Austria Lustenau - SK Vorwärts Steyr - SKN St. Pölten     | - ASK-BSC Bruck/Leitha - ASV Draßburg - SV Leobendorf - FC Marchfeld Donauauen - SC Neusiedl am See - SV Stripfing - FCM Traiskirchen - TWL Elektra - First Vienna FC - Wiener Sport-Club - SC Wiener Viktoria - 1. Wiener Neustädter SC |
| Regionalliga Mitte (12) | Eliteligen im Westen (11) | Landesligen (5) |
| - TuS Bad Gleichenberg - FC Gleisdorf 09 - Union Gurten - SC Kalsdorf - SV Spittal/Drau - ATSV Stadl-Paura - USV St. Anna - SK Treibach - Union Vöcklamarkt - SC Weiz - FC Wels - WSC Hertha Wels            | - Schwarz-Weiß Bregenz (V) - SV Fügen (T) - SV Grödig (S) - VfB Hohenems (V) - FC Kitzbühel (T) - SV Kuchl (S) - FC Lauterach (V) - SVG Reichenau (T) - SC Schwaz (T) - SV Seekirchen 1945 (S) - TSV St. Johann (S) | - SV Dellach/Gail (K) - FC Deutschkreutz (B) - FC Lustenau 07 (V) - ASV Siegendorf (B) - SV St. Jakob/Rosental (K) |

## Terminkalender
Gemäß Rahmenterminplan 2021/22 wurden folgende Spieltermine fixiert:
- 1. Runde: 16. bis 18. Juli 2021
- 2. Runde: 21. bis 23. September 2021
- Achtelfinale: 26. bis 28. Oktober 2021
- Viertelfinale: 4. bis 6. Februar 2022
- Halbfinale: 1. und 3. März 2022
- Finale: 1. Mai 2022

## 1. Runde

### Auslosungsmodus
Die Auslosung der ersten Runde erfolgt am 26. Juni 2021 durch Peter Filzmaier. Die Auslosung wurde vom ORF live übertragen.

### Paarungen der 1. Runde
Die Spiele der 1. Runde waren für Freitag, 16., Samstag, 17. und Sonntag, 18. Juli 2021 angesetzt. Die Partie zwischen Kuchl und Linz musste aufgrund positiver Corona-Fälle bei Kuchl verschoben werden, die Partien zwischen St. Johann und Dornbirn sowie Siegendorf und St. Jakob wurden witterungsbedingt verlegt.
| Datum / Zuschauer  | Liga | Liga | Liga | Heimmannschaft | | Gastmannschaft | Ergebnis |
| ------------------ | --- | --- | --- | --- | --- | --- | --- |
| 16.07.2021 / 2.200 | RL | – | BL | WSC Hertha Wels | – | FC Red Bull Salzburg (M, C) | 1:4 (1:1) |
| SR: Eisner         | Torschützen: | Torschützen: | Torschützen: | 0:1 (14.) Bernardo, 1:1 (33.) Florian Maier, 1:2 (52.) Benjamin Šeško, 1:3 (56.) Benjamin Šeško, 1:4 (90.) Luka Sučić | 0:1 (14.) Bernardo, 1:1 (33.) Florian Maier, 1:2 (52.) Benjamin Šeško, 1:3 (56.) Benjamin Šeško, 1:4 (90.) Luka Sučić | 0:1 (14.) Bernardo, 1:1 (33.) Florian Maier, 1:2 (52.) Benjamin Šeško, 1:3 (56.) Benjamin Šeško, 1:4 (90.) Luka Sučić | 0:1 (14.) Bernardo, 1:1 (33.) Florian Maier, 1:2 (52.) Benjamin Šeško, 1:3 (56.) Benjamin Šeško, 1:4 (90.) Luka Sučić |
| 16.07.2021 / 600   | EL | – | 2L | SVG Reichenau | – | FC Wacker Innsbruck | 0:8 (0:2) |
| SR: Talic          | Torschützen: | Torschützen: | Torschützen: | 0:1 (26.) Ronivaldo, 0:2 (27.) Marco Holz, 0:3 (58., Eigentor) David Glänzer, 0:4 (61.) Okan Aydın, 0:5 (63.) Lukas Fridrikas, 0:6 (65.) Marco Holz, 0:7 (67.) João Luiz, 0:8 (86.) João Luiz : Meletios Mišković (73., Reichenau)                                                                                         | 0:1 (26.) Ronivaldo, 0:2 (27.) Marco Holz, 0:3 (58., Eigentor) David Glänzer, 0:4 (61.) Okan Aydın, 0:5 (63.) Lukas Fridrikas, 0:6 (65.) Marco Holz, 0:7 (67.) João Luiz, 0:8 (86.) João Luiz : Meletios Mišković (73., Reichenau)                                                                                         | 0:1 (26.) Ronivaldo, 0:2 (27.) Marco Holz, 0:3 (58., Eigentor) David Glänzer, 0:4 (61.) Okan Aydın, 0:5 (63.) Lukas Fridrikas, 0:6 (65.) Marco Holz, 0:7 (67.) João Luiz, 0:8 (86.) João Luiz : Meletios Mišković (73., Reichenau)                                                                                         | 0:1 (26.) Ronivaldo, 0:2 (27.) Marco Holz, 0:3 (58., Eigentor) David Glänzer, 0:4 (61.) Okan Aydın, 0:5 (63.) Lukas Fridrikas, 0:6 (65.) Marco Holz, 0:7 (67.) João Luiz, 0:8 (86.) João Luiz : Meletios Mišković (73., Reichenau)                                                                                         |
| 16.07.2021 / 500   | EL | – | 2L | FC Lauterach | – | SKN St. Pölten | 0:5 (0:2) |
| SR: Pfister        | Torschützen: | Torschützen: | Torschützen: | 0:1 (9.) Christian Ramsebner, 0:2 (38.) Deni Alar, 0:3 (67.) Michael Lang, 0:4 (76.) Mario Vucenovic, 0:5 (78.) Christoph Halper : Sani Musah (44., Lauterach) | 0:1 (9.) Christian Ramsebner, 0:2 (38.) Deni Alar, 0:3 (67.) Michael Lang, 0:4 (76.) Mario Vucenovic, 0:5 (78.) Christoph Halper : Sani Musah (44., Lauterach) | 0:1 (9.) Christian Ramsebner, 0:2 (38.) Deni Alar, 0:3 (67.) Michael Lang, 0:4 (76.) Mario Vucenovic, 0:5 (78.) Christoph Halper : Sani Musah (44., Lauterach) | 0:1 (9.) Christian Ramsebner, 0:2 (38.) Deni Alar, 0:3 (67.) Michael Lang, 0:4 (76.) Mario Vucenovic, 0:5 (78.) Christoph Halper : Sani Musah (44., Lauterach) |
| 16.07.2021 / 579   | RL | – | BL | SC Neusiedl am See | – | FC Admira Wacker Mödling | 0:4 (0:3) |
| SR: Grobelnik      | Torschützen: | Torschützen: | Torschützen: | 0:1 (28., Elfmeter) Roman Kerschbaum, 0:2 (36.) Stephan Zwierschitz, 0:3 (40.) Luca Kronberger, 0:4 (60.) Dominik Starkl | 0:1 (28., Elfmeter) Roman Kerschbaum, 0:2 (36.) Stephan Zwierschitz, 0:3 (40.) Luca Kronberger, 0:4 (60.) Dominik Starkl | 0:1 (28., Elfmeter) Roman Kerschbaum, 0:2 (36.) Stephan Zwierschitz, 0:3 (40.) Luca Kronberger, 0:4 (60.) Dominik Starkl | 0:1 (28., Elfmeter) Roman Kerschbaum, 0:2 (36.) Stephan Zwierschitz, 0:3 (40.) Luca Kronberger, 0:4 (60.) Dominik Starkl |
| 16.07.2021 / 250   | 2L | – | RL | SV Lafnitz | – | FCM Traiskirchen | 3:0 (1:0) |
| SR: Ristoskov      | Torschützen: | Torschützen: | Torschützen: | 1:0 (3.) Florian Prohart, 2:0 (61.) Daniel Gremsl, 3:0 (83.) Mark Grosse | 1:0 (3.) Florian Prohart, 2:0 (61.) Daniel Gremsl, 3:0 (83.) Mark Grosse | 1:0 (3.) Florian Prohart, 2:0 (61.) Daniel Gremsl, 3:0 (83.) Mark Grosse | 1:0 (3.) Florian Prohart, 2:0 (61.) Daniel Gremsl, 3:0 (83.) Mark Grosse |
| 16.07.2021 / 850   | RL | – | BL | TuS Bad Gleichenberg | – | TSV Hartberg | 0:3 (0:2) |
| SR: Ciochirca      | Torschützen: | Torschützen: | Torschützen: | 0:1 (6.) Mario Sonnleitner, 0:2 (13.) Dario Tadić, 0:3 (79.) Sascha Horvath | 0:1 (6.) Mario Sonnleitner, 0:2 (13.) Dario Tadić, 0:3 (79.) Sascha Horvath | 0:1 (6.) Mario Sonnleitner, 0:2 (13.) Dario Tadić, 0:3 (79.) Sascha Horvath | 0:1 (6.) Mario Sonnleitner, 0:2 (13.) Dario Tadić, 0:3 (79.) Sascha Horvath |
| 16.07.2021 / 500   | EL | – | 2L | FC Kitzbühel | – | SK Vorwärts Steyr | 0:2 (0:0) |
| SR: Sampl          | Torschützen: | Torschützen: | Torschützen: | 0:1 (62.) Josip Martinović, 0:2 (84.) Philipp Ablinger | 0:1 (62.) Josip Martinović, 0:2 (84.) Philipp Ablinger | 0:1 (62.) Josip Martinović, 0:2 (84.) Philipp Ablinger | 0:1 (62.) Josip Martinović, 0:2 (84.) Philipp Ablinger |
| 16.07.2021 / 400   | EL | – | EL | VfB Hohenems | – | SV Fügen | 7:0 (3:0) |
| SR: Schadl         | Torschützen: | Torschützen: | Torschützen: | 1:0 (9.) Tamás Herbály, 2:0 (22.) Andre Ganahl, 3:0 (45.) Maurice Wunderli, 4:0 (55.) Maurice Wunderli, 5:0 (62.) Maurice Wunderli, 6:0 (75.) Maximilian Lampert, 7:0 (88.) Tamás Herbály | 1:0 (9.) Tamás Herbály, 2:0 (22.) Andre Ganahl, 3:0 (45.) Maurice Wunderli, 4:0 (55.) Maurice Wunderli, 5:0 (62.) Maurice Wunderli, 6:0 (75.) Maximilian Lampert, 7:0 (88.) Tamás Herbály | 1:0 (9.) Tamás Herbály, 2:0 (22.) Andre Ganahl, 3:0 (45.) Maurice Wunderli, 4:0 (55.) Maurice Wunderli, 5:0 (62.) Maurice Wunderli, 6:0 (75.) Maximilian Lampert, 7:0 (88.) Tamás Herbály | 1:0 (9.) Tamás Herbály, 2:0 (22.) Andre Ganahl, 3:0 (45.) Maurice Wunderli, 4:0 (55.) Maurice Wunderli, 5:0 (62.) Maurice Wunderli, 6:0 (75.) Maximilian Lampert, 7:0 (88.) Tamás Herbály |
| 16.07.2021 / 350   | RL | – | RL | ASK-BSC Bruck/Leitha | – | SV Stripfing | 0:1 (0:0) |
| SR: Pottendorfer   | Torschützen: | Torschützen: | Torschützen: | 0:1 (51.) Ali Sahintürk | 0:1 (51.) Ali Sahintürk | 0:1 (51.) Ali Sahintürk | 0:1 (51.) Ali Sahintürk |
| 16.07.2021 / 200   | EL | – | 2L | SC Schwaz | – | SV Horn | 1:0 (1:0) |
| SR: Ouschan        | Torschützen: | Torschützen: | Torschützen: | 1:0 (29.) Benjamin Pranter | 1:0 (29.) Benjamin Pranter | 1:0 (29.) Benjamin Pranter | 1:0 (29.) Benjamin Pranter |
| 16.07.2021 / 300   | EL | – | 2L | SV Seekirchen 1945 | – | Floridsdorfer AC | 0:1 (0:0) |
| SR: Muckenhammer   | Torschützen: | Torschützen: | Torschützen: | 0:1 (84.) Anthony Schmid | 0:1 (84.) Anthony Schmid | 0:1 (84.) Anthony Schmid | 0:1 (84.) Anthony Schmid |
| 16.07.2021 / 250   | RL | – | RL | SK Treibach | – | ASV Draßburg | 1:0 (0:0) |
| SR: Lappi          | Torschützen: | Torschützen: | Torschützen: | 1:0 (77.) Kevin Vaschauner | 1:0 (77.) Kevin Vaschauner | 1:0 (77.) Kevin Vaschauner | 1:0 (77.) Kevin Vaschauner |
| 16.07.2021 / 1.604 | RL | – | BL | Wiener Sport-Club | – | Wolfsberger AC | 0:3 (0:2) |
| SR: Kijas          | Torschützen: | Torschützen: | Torschützen: | 0:1 (18.) Amar Dedić, 0:2 (32.) Jonathan Scherzer, 0:3 (60.) Dario Vizinger | 0:1 (18.) Amar Dedić, 0:2 (32.) Jonathan Scherzer, 0:3 (60.) Dario Vizinger | 0:1 (18.) Amar Dedić, 0:2 (32.) Jonathan Scherzer, 0:3 (60.) Dario Vizinger | 0:1 (18.) Amar Dedić, 0:2 (32.) Jonathan Scherzer, 0:3 (60.) Dario Vizinger |
| 16.07.2021 / 500   | LL | – | RL | SV Dellach/Gail | – | SC Weiz | 1:3 (0:0) |
| SR: Greinecker     | Torschützen: | Torschützen: | Torschützen: | 1:0 (47.) Maximilian Wastian, 1:1 (57.) Dominik Weiss, 1:2 (61.) Roman Hasenhütl, 1:3 (89.) Danijel Prskalo : Lukas Santner (59.) | 1:0 (47.) Maximilian Wastian, 1:1 (57.) Dominik Weiss, 1:2 (61.) Roman Hasenhütl, 1:3 (89.) Danijel Prskalo : Lukas Santner (59.) | 1:0 (47.) Maximilian Wastian, 1:1 (57.) Dominik Weiss, 1:2 (61.) Roman Hasenhütl, 1:3 (89.) Danijel Prskalo : Lukas Santner (59.) | 1:0 (47.) Maximilian Wastian, 1:1 (57.) Dominik Weiss, 1:2 (61.) Roman Hasenhütl, 1:3 (89.) Danijel Prskalo : Lukas Santner (59.) |
| 16.07.2021 / 425   | EL | – | BL | SV Grödig | – | SV Ried | 0:7 (0:4) |
| SR: Fluch          | Torschützen: | Torschützen: | Torschützen: | 0:1 (8.) Stefan Nutz, 0:2 (17.) Constantin Reiner, 0:3 (21.) Stefan Nutz, 0:4 (23.) Stefan Nutz, 0:5 (71.) Daniel Offenbacher, 0:6 (73.) Julian Wießmeier, 0:7 (82., Elfmeter) Stefan Nutz | 0:1 (8.) Stefan Nutz, 0:2 (17.) Constantin Reiner, 0:3 (21.) Stefan Nutz, 0:4 (23.) Stefan Nutz, 0:5 (71.) Daniel Offenbacher, 0:6 (73.) Julian Wießmeier, 0:7 (82., Elfmeter) Stefan Nutz | 0:1 (8.) Stefan Nutz, 0:2 (17.) Constantin Reiner, 0:3 (21.) Stefan Nutz, 0:4 (23.) Stefan Nutz, 0:5 (71.) Daniel Offenbacher, 0:6 (73.) Julian Wießmeier, 0:7 (82., Elfmeter) Stefan Nutz | 0:1 (8.) Stefan Nutz, 0:2 (17.) Constantin Reiner, 0:3 (21.) Stefan Nutz, 0:4 (23.) Stefan Nutz, 0:5 (71.) Daniel Offenbacher, 0:6 (73.) Julian Wießmeier, 0:7 (82., Elfmeter) Stefan Nutz |
| 16.07.2021 / 8.100 | BL | – | RL | SK Rapid Wien | – | SC Wiener Viktoria | 6:0 (2:0) |
| SR: Lechner        | Torschützen: | Torschützen: | Torschützen: | 1:0 (29., Elfmeter) Ercan Kara, 2:0 (41.) Maximilian Hofmann, 3:0 (58.) Srđan Grahovac, 4:0 (61., Eigentor) Günther Arnberger, 5:0 (65.) Christoph Knasmüllner, 6:0 (89., Elfmeter) Marco Grüll | 1:0 (29., Elfmeter) Ercan Kara, 2:0 (41.) Maximilian Hofmann, 3:0 (58.) Srđan Grahovac, 4:0 (61., Eigentor) Günther Arnberger, 5:0 (65.) Christoph Knasmüllner, 6:0 (89., Elfmeter) Marco Grüll | 1:0 (29., Elfmeter) Ercan Kara, 2:0 (41.) Maximilian Hofmann, 3:0 (58.) Srđan Grahovac, 4:0 (61., Eigentor) Günther Arnberger, 5:0 (65.) Christoph Knasmüllner, 6:0 (89., Elfmeter) Marco Grüll | 1:0 (29., Elfmeter) Ercan Kara, 2:0 (41.) Maximilian Hofmann, 3:0 (58.) Srđan Grahovac, 4:0 (61., Eigentor) Günther Arnberger, 5:0 (65.) Christoph Knasmüllner, 6:0 (89., Elfmeter) Marco Grüll |
| 17.07.2021 / 1.123 | RL | – | BL | SV Spittal/Drau | – | FK Austria Wien | 0:4 (0:2) |
| SR: Jäger          | Torschützen: | Torschützen: | Torschützen: | 0:1 (16.) Marco Djuricin, 0:2 (43.) Eric Martel, 0:3 (88.) Aleksandar Jukic, 0:4 (90.) Manfred Fischer | 0:1 (16.) Marco Djuricin, 0:2 (43.) Eric Martel, 0:3 (88.) Aleksandar Jukic, 0:4 (90.) Manfred Fischer | 0:1 (16.) Marco Djuricin, 0:2 (43.) Eric Martel, 0:3 (88.) Aleksandar Jukic, 0:4 (90.) Manfred Fischer | 0:1 (16.) Marco Djuricin, 0:2 (43.) Eric Martel, 0:3 (88.) Aleksandar Jukic, 0:4 (90.) Manfred Fischer |
| 17.07.2021 / 850   | RL | – | BL | ATSV Stadl-Paura | – | SK Sturm Graz | 0:9 (0:7) |
| SR: Fröhlacher     | Torschützen: | Torschützen: | Torschützen: | 0:1 (18.) Otar Kiteischwili, 0:2 (34.) Andreas Kuen, 0:3 (37.) Manprit Sarkaria, 0:4 (39.) Kelvin Yeboah, 0:5 (42.) Jakob Jantscher, 0:6 (44.) Manprit Sarkaria, 0:7 (45.) Andreas Kuen, 0:8 (50.) Manprit Sarkaria, 0:9 (87.) Christoph Lang                                                                              | 0:1 (18.) Otar Kiteischwili, 0:2 (34.) Andreas Kuen, 0:3 (37.) Manprit Sarkaria, 0:4 (39.) Kelvin Yeboah, 0:5 (42.) Jakob Jantscher, 0:6 (44.) Manprit Sarkaria, 0:7 (45.) Andreas Kuen, 0:8 (50.) Manprit Sarkaria, 0:9 (87.) Christoph Lang                                                                              | 0:1 (18.) Otar Kiteischwili, 0:2 (34.) Andreas Kuen, 0:3 (37.) Manprit Sarkaria, 0:4 (39.) Kelvin Yeboah, 0:5 (42.) Jakob Jantscher, 0:6 (44.) Manprit Sarkaria, 0:7 (45.) Andreas Kuen, 0:8 (50.) Manprit Sarkaria, 0:9 (87.) Christoph Lang                                                                              | 0:1 (18.) Otar Kiteischwili, 0:2 (34.) Andreas Kuen, 0:3 (37.) Manprit Sarkaria, 0:4 (39.) Kelvin Yeboah, 0:5 (42.) Jakob Jantscher, 0:6 (44.) Manprit Sarkaria, 0:7 (45.) Andreas Kuen, 0:8 (50.) Manprit Sarkaria, 0:9 (87.) Christoph Lang                                                                              |
| 17.07.2021 / 250   | RL | – | 2L | FC Wels | – | SC Austria Lustenau | 1:3 (0:0) |
| SR: Gmeiner        | Torschützen: | Torschützen: | Torschützen: | 0:1 (65.) Jan Stefanon, 0:2 (66.) Haris Tabaković, 1:2 (72.) Marjan Gamsjäger, 1:3 (77.) Jan Stefanon | 0:1 (65.) Jan Stefanon, 0:2 (66.) Haris Tabaković, 1:2 (72.) Marjan Gamsjäger, 1:3 (77.) Jan Stefanon | 0:1 (65.) Jan Stefanon, 0:2 (66.) Haris Tabaković, 1:2 (72.) Marjan Gamsjäger, 1:3 (77.) Jan Stefanon | 0:1 (65.) Jan Stefanon, 0:2 (66.) Haris Tabaković, 1:2 (72.) Marjan Gamsjäger, 1:3 (77.) Jan Stefanon |
| 17.07.2021 / 500   | EL | – | RL | Schwarz-Weiß Bregenz | – | Union Vöcklamarkt | 5:1 (2:1) |
| SR: Heiß           | Torschützen: | Torschützen: | Torschützen: | 0:1 (21.) Shqiprim Vojvoda, 1:1 (26.) Amir Dervisevic, 2:1 (29.) Vinícius Gomes, 3:1 (60.) Dennis Blaser, 4:1 (73.) Vinícius Gomes, 5:1 (78.) Dennis Blaser : Josip Gabrić (87., Vöcklamarkt) | 0:1 (21.) Shqiprim Vojvoda, 1:1 (26.) Amir Dervisevic, 2:1 (29.) Vinícius Gomes, 3:1 (60.) Dennis Blaser, 4:1 (73.) Vinícius Gomes, 5:1 (78.) Dennis Blaser : Josip Gabrić (87., Vöcklamarkt) | 0:1 (21.) Shqiprim Vojvoda, 1:1 (26.) Amir Dervisevic, 2:1 (29.) Vinícius Gomes, 3:1 (60.) Dennis Blaser, 4:1 (73.) Vinícius Gomes, 5:1 (78.) Dennis Blaser : Josip Gabrić (87., Vöcklamarkt) | 0:1 (21.) Shqiprim Vojvoda, 1:1 (26.) Amir Dervisevic, 2:1 (29.) Vinícius Gomes, 3:1 (60.) Dennis Blaser, 4:1 (73.) Vinícius Gomes, 5:1 (78.) Dennis Blaser : Josip Gabrić (87., Vöcklamarkt) |
| 17.07.2021 / 400   | LL | – | 2L | FC Deutschkreutz | – | SKU Amstetten | 0:3 (0:1) |
| SR: Barmaksiz      | Torschützen: | Torschützen: | Torschützen: | 0:1 (42.) John Frederiksen, 0:2 (70.) John Frederiksen, 0:3 (76.) David Peham | 0:1 (42.) John Frederiksen, 0:2 (70.) John Frederiksen, 0:3 (76.) David Peham | 0:1 (42.) John Frederiksen, 0:2 (70.) John Frederiksen, 0:3 (76.) David Peham | 0:1 (42.) John Frederiksen, 0:2 (70.) John Frederiksen, 0:3 (76.) David Peham |
| 17.07.2021 / 600   | RL | – | BL | SV Leobendorf | – | WSG Tirol | 0:3 (0:1) |
| SR: Weinberger     | Torschützen: | Torschützen: | Torschützen: | 0:1 (6.) Markus Wallner, 0:2 (79.) Giacomo Vrioni, 0:3 (90+2.) Markus Wallner | 0:1 (6.) Markus Wallner, 0:2 (79.) Giacomo Vrioni, 0:3 (90+2.) Markus Wallner | 0:1 (6.) Markus Wallner, 0:2 (79.) Giacomo Vrioni, 0:3 (90+2.) Markus Wallner | 0:1 (6.) Markus Wallner, 0:2 (79.) Giacomo Vrioni, 0:3 (90+2.) Markus Wallner |
| 17.07.2021 / 100   | RL | – | RL | TWL Elektra | – | FC Gleisdorf 09 | 3:1 (2:1) |
| SR: Jandl          | Torschützen: | Torschützen: | Torschützen: | 1:0 (6.) Karim Sallam, 1:1 (31., Elfmeter) David Schloffer, 2:1 (45.) Jasmin Delić, 3:1 (87.) Michael Endlicher : Pascal Zisser (38., Gleisdorf) | 1:0 (6.) Karim Sallam, 1:1 (31., Elfmeter) David Schloffer, 2:1 (45.) Jasmin Delić, 3:1 (87.) Michael Endlicher : Pascal Zisser (38., Gleisdorf) | 1:0 (6.) Karim Sallam, 1:1 (31., Elfmeter) David Schloffer, 2:1 (45.) Jasmin Delić, 3:1 (87.) Michael Endlicher : Pascal Zisser (38., Gleisdorf) | 1:0 (6.) Karim Sallam, 1:1 (31., Elfmeter) David Schloffer, 2:1 (45.) Jasmin Delić, 3:1 (87.) Michael Endlicher : Pascal Zisser (38., Gleisdorf) |
| 17.07.2021 / 500   | RL | – | LL | Union Gurten | – | FC Lustenau 07 | 4:0 (2:0) |
| SR: Kouba          | Torschützen: | Torschützen: | Torschützen: | 1:0 (7.) René Kienberger, 2:0 (23.) Jakob Kreuzer, 3:0 (54.) Fabian Wimmleitner, 4:0 (87.) Jakub Przybyłko | 1:0 (7.) René Kienberger, 2:0 (23.) Jakob Kreuzer, 3:0 (54.) Fabian Wimmleitner, 4:0 (87.) Jakub Przybyłko | 1:0 (7.) René Kienberger, 2:0 (23.) Jakob Kreuzer, 3:0 (54.) Fabian Wimmleitner, 4:0 (87.) Jakub Przybyłko | 1:0 (7.) René Kienberger, 2:0 (23.) Jakob Kreuzer, 3:0 (54.) Fabian Wimmleitner, 4:0 (87.) Jakub Przybyłko |
| 17.07.2021 / 347   | RL | – | BL | SC Kalsdorf | – | SCR Altach | 2:1 (1:0) |
| SR: Sadikovski     | Torschützen: | Torschützen: | Torschützen: | 1:0 (7.) Rene Mihelič, 2:0 (58.) Jason Appiah, 2:1 (76.) Atdhe Nuhiu | 1:0 (7.) Rene Mihelič, 2:0 (58.) Jason Appiah, 2:1 (76.) Atdhe Nuhiu | 1:0 (7.) Rene Mihelič, 2:0 (58.) Jason Appiah, 2:1 (76.) Atdhe Nuhiu | 1:0 (7.) Rene Mihelič, 2:0 (58.) Jason Appiah, 2:1 (76.) Atdhe Nuhiu |
| 17.07.2021 / 755   | RL | – | BL | 1. Wiener Neustädter SC | – | SK Austria Klagenfurt | 1:5 (1:2) |
| SR: Hameter        | Torschützen: | Torschützen: | Torschützen: | 1:0 (3.) Marco Dominkus, 1:1 (13.) Patrick Greil, 1:2 (27.) Patrick Greil, 1:3 (67.) Markus Pink, 1:4 (80.) Christopher Cvetko, 1:5 (90+1., Elfmeter) Darijo Pecirep | 1:0 (3.) Marco Dominkus, 1:1 (13.) Patrick Greil, 1:2 (27.) Patrick Greil, 1:3 (67.) Markus Pink, 1:4 (80.) Christopher Cvetko, 1:5 (90+1., Elfmeter) Darijo Pecirep | 1:0 (3.) Marco Dominkus, 1:1 (13.) Patrick Greil, 1:2 (27.) Patrick Greil, 1:3 (67.) Markus Pink, 1:4 (80.) Christopher Cvetko, 1:5 (90+1., Elfmeter) Darijo Pecirep | 1:0 (3.) Marco Dominkus, 1:1 (13.) Patrick Greil, 1:2 (27.) Patrick Greil, 1:3 (67.) Markus Pink, 1:4 (80.) Christopher Cvetko, 1:5 (90+1., Elfmeter) Darijo Pecirep |
| 17.07.2021 / 1.200 | RL | – | 2L | USV St. Anna | – | Grazer AK | 1:2 (1:2) |
| SR: Harkam         | Torschützen: | Torschützen: | Torschützen: | 0:1 (14.) Marco Gantschnig, 0:2 (30.) Markus Rusek, 1:2 (31.) Sandro Schleich | 0:1 (14.) Marco Gantschnig, 0:2 (30.) Markus Rusek, 1:2 (31.) Sandro Schleich | 0:1 (14.) Marco Gantschnig, 0:2 (30.) Markus Rusek, 1:2 (31.) Sandro Schleich | 0:1 (14.) Marco Gantschnig, 0:2 (30.) Markus Rusek, 1:2 (31.) Sandro Schleich |
| 17.07.2021 / 3.000 | BL | – | RL | LASK | – | FC Marchfeld Donauauen | 6:0 (3:0) |
| SR: Gishamer       | Torschützen: | Torschützen: | Torschützen: | 1:0 (6.) René Renner, 2:0 (15.) Peter Michorl, 3:0 (44.) René Renner, 4:0 (49.) Thomas Goiginger, 5:0 (54.) Husein Balić, 6:0 (85.) Florian Flecker | 1:0 (6.) René Renner, 2:0 (15.) Peter Michorl, 3:0 (44.) René Renner, 4:0 (49.) Thomas Goiginger, 5:0 (54.) Husein Balić, 6:0 (85.) Florian Flecker | 1:0 (6.) René Renner, 2:0 (15.) Peter Michorl, 3:0 (44.) René Renner, 4:0 (49.) Thomas Goiginger, 5:0 (54.) Husein Balić, 6:0 (85.) Florian Flecker | 1:0 (6.) René Renner, 2:0 (15.) Peter Michorl, 3:0 (44.) René Renner, 4:0 (49.) Thomas Goiginger, 5:0 (54.) Husein Balić, 6:0 (85.) Florian Flecker |
| 18.07.2021 / 943   | RL | – | 2L | First Vienna FC | – | Kapfenberger SV | 3:5 (0:2) |
| SR: Ebner          | Torschützen: | Torschützen: | Torschützen: | 0:1 (17.) Matthias Puschl, 0:2 (37.) Matthias Puschl, 1:2 (46.) Mario Konrad, 2:2 (56.) Mario Konrad, 3:2 (62.) Daniel Luxbacher, 3:3 (64.) Lewan Eloschwili, 3:4 (85.) Luca Hassler, 3:5 (88.) Stefan Kordic : Mario Grgić (45., Kapfenberg)                                                                              | 0:1 (17.) Matthias Puschl, 0:2 (37.) Matthias Puschl, 1:2 (46.) Mario Konrad, 2:2 (56.) Mario Konrad, 3:2 (62.) Daniel Luxbacher, 3:3 (64.) Lewan Eloschwili, 3:4 (85.) Luca Hassler, 3:5 (88.) Stefan Kordic : Mario Grgić (45., Kapfenberg)                                                                              | 0:1 (17.) Matthias Puschl, 0:2 (37.) Matthias Puschl, 1:2 (46.) Mario Konrad, 2:2 (56.) Mario Konrad, 3:2 (62.) Daniel Luxbacher, 3:3 (64.) Lewan Eloschwili, 3:4 (85.) Luca Hassler, 3:5 (88.) Stefan Kordic : Mario Grgić (45., Kapfenberg)                                                                              | 0:1 (17.) Matthias Puschl, 0:2 (37.) Matthias Puschl, 1:2 (46.) Mario Konrad, 2:2 (56.) Mario Konrad, 3:2 (62.) Daniel Luxbacher, 3:3 (64.) Lewan Eloschwili, 3:4 (85.) Luca Hassler, 3:5 (88.) Stefan Kordic : Mario Grgić (45., Kapfenberg)                                                                              |
| 27.07.2021 / 300   | EL | – | 2L | TSV St. Johann | – | FC Dornbirn 1913 | 1:0 (0:0) |
| SR: Untergasser    | Torschützen: | Torschützen: | Torschützen: | 1:0 (65., Elfmeter) Sandro Djuric : Stefan Wächter (85., Dornbirn) | 1:0 (65., Elfmeter) Sandro Djuric : Stefan Wächter (85., Dornbirn) | 1:0 (65., Elfmeter) Sandro Djuric : Stefan Wächter (85., Dornbirn) | 1:0 (65., Elfmeter) Sandro Djuric : Stefan Wächter (85., Dornbirn) |
| 27.07.2021 / 450   | LL | – | LL | ASV Siegendorf | – | SV St. Jakob/Rosental | 5:0 (3:0) |
| SR: Schilcher      | Torschützen: | Torschützen: | Torschützen: | 1:0 (30.) Sebastian Drga, 2:0 (43.) Christian Stanić, 3:0 (45.) Christian Stanić, 4:0 (59.) Tomislav Ivanović, 5:0 (88.) Lukas Secco : Jonas Warmuth (38., St. Jakob) | 1:0 (30.) Sebastian Drga, 2:0 (43.) Christian Stanić, 3:0 (45.) Christian Stanić, 4:0 (59.) Tomislav Ivanović, 5:0 (88.) Lukas Secco : Jonas Warmuth (38., St. Jakob) | 1:0 (30.) Sebastian Drga, 2:0 (43.) Christian Stanić, 3:0 (45.) Christian Stanić, 4:0 (59.) Tomislav Ivanović, 5:0 (88.) Lukas Secco : Jonas Warmuth (38., St. Jakob) | 1:0 (30.) Sebastian Drga, 2:0 (43.) Christian Stanić, 3:0 (45.) Christian Stanić, 4:0 (59.) Tomislav Ivanović, 5:0 (88.) Lukas Secco : Jonas Warmuth (38., St. Jakob) |
| 28.07.2021 / 500   | EL | – | 2L | SV Kuchl | – | FC Blau-Weiß Linz | 0:3 (0:0) |
| SR: Semler         | Torschützen: | Torschützen: | Torschützen: | 0:1 (53.) Fabio Strauss, 0:2 (68.) Matthias Seidl, 0:3 (90+4.) Matthias Seidl | 0:1 (53.) Fabio Strauss, 0:2 (68.) Matthias Seidl, 0:3 (90+4.) Matthias Seidl | 0:1 (53.) Fabio Strauss, 0:2 (68.) Matthias Seidl, 0:3 (90+4.) Matthias Seidl | 0:1 (53.) Fabio Strauss, 0:2 (68.) Matthias Seidl, 0:3 (90+4.) Matthias Seidl |
| Legende:           | BL = Bundesliga (1. Leistungsstufe) – 2L = 2. Liga (2. Leistungsstufe) RL = Regionalliga (3. Leistungsstufe) – EL= Eliteliga Vorarlberg/Tirol/Salzburg (3. Leistungsstufe) LL = Landesliga (4. Leistungsstufe) M = amtierender Meister – C = amtierender Cupsieger n. V. = Nach Verlängerung – i. E. = im Elfmeterschießen | BL = Bundesliga (1. Leistungsstufe) – 2L = 2. Liga (2. Leistungsstufe) RL = Regionalliga (3. Leistungsstufe) – EL= Eliteliga Vorarlberg/Tirol/Salzburg (3. Leistungsstufe) LL = Landesliga (4. Leistungsstufe) M = amtierender Meister – C = amtierender Cupsieger n. V. = Nach Verlängerung – i. E. = im Elfmeterschießen | BL = Bundesliga (1. Leistungsstufe) – 2L = 2. Liga (2. Leistungsstufe) RL = Regionalliga (3. Leistungsstufe) – EL= Eliteliga Vorarlberg/Tirol/Salzburg (3. Leistungsstufe) LL = Landesliga (4. Leistungsstufe) M = amtierender Meister – C = amtierender Cupsieger n. V. = Nach Verlängerung – i. E. = im Elfmeterschießen | BL = Bundesliga (1. Leistungsstufe) – 2L = 2. Liga (2. Leistungsstufe) RL = Regionalliga (3. Leistungsstufe) – EL= Eliteliga Vorarlberg/Tirol/Salzburg (3. Leistungsstufe) LL = Landesliga (4. Leistungsstufe) M = amtierender Meister – C = amtierender Cupsieger n. V. = Nach Verlängerung – i. E. = im Elfmeterschießen | BL = Bundesliga (1. Leistungsstufe) – 2L = 2. Liga (2. Leistungsstufe) RL = Regionalliga (3. Leistungsstufe) – EL= Eliteliga Vorarlberg/Tirol/Salzburg (3. Leistungsstufe) LL = Landesliga (4. Leistungsstufe) M = amtierender Meister – C = amtierender Cupsieger n. V. = Nach Verlängerung – i. E. = im Elfmeterschießen | BL = Bundesliga (1. Leistungsstufe) – 2L = 2. Liga (2. Leistungsstufe) RL = Regionalliga (3. Leistungsstufe) – EL= Eliteliga Vorarlberg/Tirol/Salzburg (3. Leistungsstufe) LL = Landesliga (4. Leistungsstufe) M = amtierender Meister – C = amtierender Cupsieger n. V. = Nach Verlängerung – i. E. = im Elfmeterschießen | BL = Bundesliga (1. Leistungsstufe) – 2L = 2. Liga (2. Leistungsstufe) RL = Regionalliga (3. Leistungsstufe) – EL= Eliteliga Vorarlberg/Tirol/Salzburg (3. Leistungsstufe) LL = Landesliga (4. Leistungsstufe) M = amtierender Meister – C = amtierender Cupsieger n. V. = Nach Verlängerung – i. E. = im Elfmeterschießen |

## 2. Runde
Für die zweite Runde haben sich folgende Mannschaften qualifiziert:
| Bundesliga (11) | 2. Liga (10) | Regionalliga Ost (2)         |
| --- | --- | ---------------------------- |
| - SK Sturm Graz - TSV Hartberg - SK Austria Klagenfurt - LASK - FC Admira Wacker Mödling - SV Ried - FC Red Bull Salzburg - WSG Tirol - FK Austria Wien - SK Rapid Wien - Wolfsberger AC | - SKU Amstetten - Floridsdorfer AC - Grazer AK - FC Wacker Innsbruck - Kapfenberger SV - SV Lafnitz - FC Blau-Weiß Linz - SC Austria Lustenau - SK Vorwärts Steyr - SKN St. Pölten | - SV Stripfing - TWL Elektra |
| Regionalliga Mitte (4) | Eliteligen im Westen (4) | Landesligen (1)              |
| - Union Gurten - SC Kalsdorf - SK Treibach - SC Weiz | - Schwarz-Weiß Bregenz - SC Schwaz - TSV St. Johann - VfB Hohenems | - ASV Siegendorf             |

### Paarungen der 2. Runde
Die Spiele der 2. Runde waren für Dienstag, 21., Mittwoch, 22. und Donnerstag, 23. September 2021 vorgesehen.
| Datum / Zuschauer  | Liga | Liga | Liga | Heimmannschaft | | Gastmannschaft | Ergebnis |
| ------------------ | --- | --- | --- | --- | --- | --- | --- |
| 21.09.2021 / 2.000 | 2L | – | BL | Kapfenberger SV | – | FK Austria Wien | 5:4 n. E. (0:0, 1:1) |
| SR: Gishamer       | Torschützen: | Torschützen: | Torschützen: | 0:1 (95.) Noah Ohio, 1:1 (115.) Christoph Pichorner | 0:1 (95.) Noah Ohio, 1:1 (115.) Christoph Pichorner | 0:1 (95.) Noah Ohio, 1:1 (115.) Christoph Pichorner | 0:1 (95.) Noah Ohio, 1:1 (115.) Christoph Pichorner |
| 21.09.2021 / 200   | EL | – | 2L | SC Schwaz | – | SKN St. Pölten | 2:3 (0:2) |
| SR: Talic          | Torschützen: | Torschützen: | Torschützen: | 0:1 (35.) David Riegler, 0:2 (44.) Daniel Schütz, 0:3 (51.) Daniel Schütz, 1:3 (64.) Elija Dornauer, 2:3 (81.) Rahman Jawadi : Krešimir Kovačević (90+4., SKN) | 0:1 (35.) David Riegler, 0:2 (44.) Daniel Schütz, 0:3 (51.) Daniel Schütz, 1:3 (64.) Elija Dornauer, 2:3 (81.) Rahman Jawadi : Krešimir Kovačević (90+4., SKN) | 0:1 (35.) David Riegler, 0:2 (44.) Daniel Schütz, 0:3 (51.) Daniel Schütz, 1:3 (64.) Elija Dornauer, 2:3 (81.) Rahman Jawadi : Krešimir Kovačević (90+4., SKN) | 0:1 (35.) David Riegler, 0:2 (44.) Daniel Schütz, 0:3 (51.) Daniel Schütz, 1:3 (64.) Elija Dornauer, 2:3 (81.) Rahman Jawadi : Krešimir Kovačević (90+4., SKN) |
| 21.09.2021 / 910   | LL | – | BL | ASV Siegendorf | – | Wolfsberger AC | 1:6 (1:4) |
| SR: Lechner        | Torschützen: | Torschützen: | Torschützen: | 0:1 (8.) Tai Baribo, 0:2 (14.) Matthäus Taferner, 0:3 (18.) Matthäus Taferner, 0:4 (28.) Dominik Baumgartner, 1:4 (34.) Lukas Secco, 1:5 (82.) Augustine Boakye, 1:6 (87., Elfmeter) Cheikhou Dieng | 0:1 (8.) Tai Baribo, 0:2 (14.) Matthäus Taferner, 0:3 (18.) Matthäus Taferner, 0:4 (28.) Dominik Baumgartner, 1:4 (34.) Lukas Secco, 1:5 (82.) Augustine Boakye, 1:6 (87., Elfmeter) Cheikhou Dieng | 0:1 (8.) Tai Baribo, 0:2 (14.) Matthäus Taferner, 0:3 (18.) Matthäus Taferner, 0:4 (28.) Dominik Baumgartner, 1:4 (34.) Lukas Secco, 1:5 (82.) Augustine Boakye, 1:6 (87., Elfmeter) Cheikhou Dieng | 0:1 (8.) Tai Baribo, 0:2 (14.) Matthäus Taferner, 0:3 (18.) Matthäus Taferner, 0:4 (28.) Dominik Baumgartner, 1:4 (34.) Lukas Secco, 1:5 (82.) Augustine Boakye, 1:6 (87., Elfmeter) Cheikhou Dieng |
| 21.09.2021 / 400   | 2L | – | RL | FC Blau-Weiß Linz | – | TWL Elektra | 4:0 (2:0) |
| SR: Kijas          | Torschützen: | Torschützen: | Torschützen: | 1:0 (4.) Stefano Surdanović, 2:0 (13.) Stefano Surdanović, 3:0 (52.) Matthias Seidl, 4:0 (75.) Patrick Plojer | 1:0 (4.) Stefano Surdanović, 2:0 (13.) Stefano Surdanović, 3:0 (52.) Matthias Seidl, 4:0 (75.) Patrick Plojer | 1:0 (4.) Stefano Surdanović, 2:0 (13.) Stefano Surdanović, 3:0 (52.) Matthias Seidl, 4:0 (75.) Patrick Plojer | 1:0 (4.) Stefano Surdanović, 2:0 (13.) Stefano Surdanović, 3:0 (52.) Matthias Seidl, 4:0 (75.) Patrick Plojer |
| 21.09.2021 / 350   | RL | – | 2L | SC Weiz | – | SC Austria Lustenau | 1:0 (0:0) |
| SR: Sadikovski     | Torschützen: | Torschützen: | Torschützen: | 1:0 (73.) Marko Krajcer | 1:0 (73.) Marko Krajcer | 1:0 (73.) Marko Krajcer | 1:0 (73.) Marko Krajcer |
| 21.09.2021 / 1.010 | 2L | – | 2L | SKU Amstetten | – | FC Wacker Innsbruck | 1:0 (1:0) |
| SR: Harkam         | Torschützen: | Torschützen: | Torschützen: | 1:0 (26.) Alin Roman | 1:0 (26.) Alin Roman | 1:0 (26.) Alin Roman | 1:0 (26.) Alin Roman |
| 21.09.2021 / 250   | RL | – | 2L | SK Treibach | – | Floridsdorfer AC | 1:5 (1:5) |
| SR: Ciochirca      | Torschützen: | Torschützen: | Torschützen: | 0:1 (3.) David Ungar, 0:2 (11.) Thomas Komornyik, 0:3 (13.) Slobodan Mihajlovic, 1:3 (16.) Kevin Vaschauner, 1:4 (20.) Marco Krainz, 1:5 (45.) Thomas Komornyik : Raffael Käfer (55., Treibach) | 0:1 (3.) David Ungar, 0:2 (11.) Thomas Komornyik, 0:3 (13.) Slobodan Mihajlovic, 1:3 (16.) Kevin Vaschauner, 1:4 (20.) Marco Krainz, 1:5 (45.) Thomas Komornyik : Raffael Käfer (55., Treibach) | 0:1 (3.) David Ungar, 0:2 (11.) Thomas Komornyik, 0:3 (13.) Slobodan Mihajlovic, 1:3 (16.) Kevin Vaschauner, 1:4 (20.) Marco Krainz, 1:5 (45.) Thomas Komornyik : Raffael Käfer (55., Treibach) | 0:1 (3.) David Ungar, 0:2 (11.) Thomas Komornyik, 0:3 (13.) Slobodan Mihajlovic, 1:3 (16.) Kevin Vaschauner, 1:4 (20.) Marco Krainz, 1:5 (45.) Thomas Komornyik : Raffael Käfer (55., Treibach) |
| 21.09.2021 / 650   | RL | – | BL | Union Gurten | – | TSV Hartberg | 0:1 (0:0) |
| SR: Spurny         | Torschützen: | Torschützen: | Torschützen: | 0:1 (50.) Noel Niemann | 0:1 (50.) Noel Niemann | 0:1 (50.) Noel Niemann | 0:1 (50.) Noel Niemann |
| 21.09.2021 / 1.100 | 2L | – | BL | SK Vorwärts Steyr | – | SV Ried | 1:3 (0:1) |
| SR: Muckenhammer   | Torschützen: | Torschützen: | Torschützen: | 0:1 (27.) Murat Satin, 0:2 (49.) Philipp Pomer, 0:3 (64.) Luca Meisl, 1:3 (80.) Chukwubuikem Ikwuemesi | 0:1 (27.) Murat Satin, 0:2 (49.) Philipp Pomer, 0:3 (64.) Luca Meisl, 1:3 (80.) Chukwubuikem Ikwuemesi | 0:1 (27.) Murat Satin, 0:2 (49.) Philipp Pomer, 0:3 (64.) Luca Meisl, 1:3 (80.) Chukwubuikem Ikwuemesi | 0:1 (27.) Murat Satin, 0:2 (49.) Philipp Pomer, 0:3 (64.) Luca Meisl, 1:3 (80.) Chukwubuikem Ikwuemesi |
| 22.09.2021 / 1.300 | EL | – | BL | VfB Hohenems | – | SK Sturm Graz | 0:4 (0:1) |
| SR: Heiß           | Torschützen: | Torschützen: | Torschützen: | 0:1 (7.) Manprit Sarkaria, 0:2 (58.) Niklas Geyrhofer, 0:3 (67.) David Affengruber, 0:4 (90+1.) Kelvin Yeboah | 0:1 (7.) Manprit Sarkaria, 0:2 (58.) Niklas Geyrhofer, 0:3 (67.) David Affengruber, 0:4 (90+1.) Kelvin Yeboah | 0:1 (7.) Manprit Sarkaria, 0:2 (58.) Niklas Geyrhofer, 0:3 (67.) David Affengruber, 0:4 (90+1.) Kelvin Yeboah | 0:1 (7.) Manprit Sarkaria, 0:2 (58.) Niklas Geyrhofer, 0:3 (67.) David Affengruber, 0:4 (90+1.) Kelvin Yeboah |
| 22.09.2021 / 2.300 | BL | – | RL | FC Red Bull Salzburg (M, C) | – | SC Kalsdorf | 8:0 (4:0) |
| SR: Walter Altmann | Torschützen: | Torschützen: | Torschützen: | 1:0 (10.) Nicolas Seiwald, 2:0 (38., Elfmeter) Rasmus Kristensen, 3:0 (40.) Nicolás Capaldo, 4:0 (44.) Noah Okafor, 5:0 (53.) Noah Okafor, 6:0 (63.) Benjamin Šeško, 7:0 (83.) Bryan Okoh, 8:0 (90.) Maurits Kjærgaard | 1:0 (10.) Nicolas Seiwald, 2:0 (38., Elfmeter) Rasmus Kristensen, 3:0 (40.) Nicolás Capaldo, 4:0 (44.) Noah Okafor, 5:0 (53.) Noah Okafor, 6:0 (63.) Benjamin Šeško, 7:0 (83.) Bryan Okoh, 8:0 (90.) Maurits Kjærgaard | 1:0 (10.) Nicolas Seiwald, 2:0 (38., Elfmeter) Rasmus Kristensen, 3:0 (40.) Nicolás Capaldo, 4:0 (44.) Noah Okafor, 5:0 (53.) Noah Okafor, 6:0 (63.) Benjamin Šeško, 7:0 (83.) Bryan Okoh, 8:0 (90.) Maurits Kjærgaard | 1:0 (10.) Nicolas Seiwald, 2:0 (38., Elfmeter) Rasmus Kristensen, 3:0 (40.) Nicolás Capaldo, 4:0 (44.) Noah Okafor, 5:0 (53.) Noah Okafor, 6:0 (63.) Benjamin Šeško, 7:0 (83.) Bryan Okoh, 8:0 (90.) Maurits Kjærgaard |
| 22.09.2021 / 200   | EL | – | 2L | Schwarz-Weiß Bregenz | – | SV Lafnitz | 0:7 (0:4) |
| SR: Pfister        | Torschützen: | Torschützen: | Torschützen: | 0:1 (4., Elfmeter) Nicolas Meister, 0:2 (14.) Christian Lichtenberger, 0:3 (21.) Marvin Hernaus, 0:4 (39.) Thorsten Schriebl, 0:5 (49.) Florian Sittsam, 0:6 (72.) Thorsten Schriebl, 0:7 (85.) Marco Fuchshofer | 0:1 (4., Elfmeter) Nicolas Meister, 0:2 (14.) Christian Lichtenberger, 0:3 (21.) Marvin Hernaus, 0:4 (39.) Thorsten Schriebl, 0:5 (49.) Florian Sittsam, 0:6 (72.) Thorsten Schriebl, 0:7 (85.) Marco Fuchshofer | 0:1 (4., Elfmeter) Nicolas Meister, 0:2 (14.) Christian Lichtenberger, 0:3 (21.) Marvin Hernaus, 0:4 (39.) Thorsten Schriebl, 0:5 (49.) Florian Sittsam, 0:6 (72.) Thorsten Schriebl, 0:7 (85.) Marco Fuchshofer | 0:1 (4., Elfmeter) Nicolas Meister, 0:2 (14.) Christian Lichtenberger, 0:3 (21.) Marvin Hernaus, 0:4 (39.) Thorsten Schriebl, 0:5 (49.) Florian Sittsam, 0:6 (72.) Thorsten Schriebl, 0:7 (85.) Marco Fuchshofer |
| 22.09.2021 / 500   | EL | – | BL | TSV St. Johann | – | SK Austria Klagenfurt | 1:2 (0:0) |
| SR: Eisner         | Torschützen: | Torschützen: | Torschützen: | 1:0 (53., Elfmeter) Florian Ellmer, 1:1 (77.) Philipp Hütter, 1:2 (90+2.) Markus Pink | 1:0 (53., Elfmeter) Florian Ellmer, 1:1 (77.) Philipp Hütter, 1:2 (90+2.) Markus Pink | 1:0 (53., Elfmeter) Florian Ellmer, 1:1 (77.) Philipp Hütter, 1:2 (90+2.) Markus Pink | 1:0 (53., Elfmeter) Florian Ellmer, 1:1 (77.) Philipp Hütter, 1:2 (90+2.) Markus Pink |
| 22.09.2021 / 1.567 | 2L | – | BL | Grazer AK | – | WSG Tirol | 2:4 (2:2) |
| SR: Hameter        | Torschützen: | Torschützen: | Torschützen: | 0:1 (6.) Valentino Müller, 0:2 (26.) Bror Blume, 1:2 (37.) Thomas Fink, 2:2 (40.) Marco Perchtold, 2:3 (76.) Alexander Ranacher, 2:4 (90+3.) Renny Smith | 0:1 (6.) Valentino Müller, 0:2 (26.) Bror Blume, 1:2 (37.) Thomas Fink, 2:2 (40.) Marco Perchtold, 2:3 (76.) Alexander Ranacher, 2:4 (90+3.) Renny Smith | 0:1 (6.) Valentino Müller, 0:2 (26.) Bror Blume, 1:2 (37.) Thomas Fink, 2:2 (40.) Marco Perchtold, 2:3 (76.) Alexander Ranacher, 2:4 (90+3.) Renny Smith | 0:1 (6.) Valentino Müller, 0:2 (26.) Bror Blume, 1:2 (37.) Thomas Fink, 2:2 (40.) Marco Perchtold, 2:3 (76.) Alexander Ranacher, 2:4 (90+3.) Renny Smith |
| 23.09.2021         | BL | – | RL | LASK | – | SV Stripfing | 3:0 (1:0) |
| SR: Grobelnik      | Torschützen: | Torschützen: | Torschützen: | 1:0 (42.) Florian Flecker, 2:0 (87., Eigentor) Boris Grozdić, 3:0 Peter Michorl (90+5.) | 1:0 (42.) Florian Flecker, 2:0 (87., Eigentor) Boris Grozdić, 3:0 Peter Michorl (90+5.) | 1:0 (42.) Florian Flecker, 2:0 (87., Eigentor) Boris Grozdić, 3:0 Peter Michorl (90+5.) | 1:0 (42.) Florian Flecker, 2:0 (87., Eigentor) Boris Grozdić, 3:0 Peter Michorl (90+5.) |
| 23.09.2021 / 1.200 | BL | – | BL | FC Admira Wacker Mödling | – | SK Rapid Wien | 1:2 n. V. (0:1, 1:1) |
| SR: Schüttengruber | Torschützen: | Torschützen: | Torschützen: | 0:1 (38.) Maximilian Ullmann, 1:1 (63.) Marlon Mustapha, 1:2 (110., Elfmeter) Marco Grüll | 0:1 (38.) Maximilian Ullmann, 1:1 (63.) Marlon Mustapha, 1:2 (110., Elfmeter) Marco Grüll | 0:1 (38.) Maximilian Ullmann, 1:1 (63.) Marlon Mustapha, 1:2 (110., Elfmeter) Marco Grüll | 0:1 (38.) Maximilian Ullmann, 1:1 (63.) Marlon Mustapha, 1:2 (110., Elfmeter) Marco Grüll |
| Legende:           | BL = Bundesliga (1. Leistungsstufe) – 2L = 2. Liga (2. Leistungsstufe) RL = Regionalliga (3. Leistungsstufe) – EL= Eliteliga Vorarlberg/Tirol/Salzburg (3. Leistungsstufe) LL = Landesliga (4. Leistungsstufe) M = amtierender Meister – C = amtierender Cupsieger n. V. = Nach Verlängerung – i. E. = im Elfmeterschießen | BL = Bundesliga (1. Leistungsstufe) – 2L = 2. Liga (2. Leistungsstufe) RL = Regionalliga (3. Leistungsstufe) – EL= Eliteliga Vorarlberg/Tirol/Salzburg (3. Leistungsstufe) LL = Landesliga (4. Leistungsstufe) M = amtierender Meister – C = amtierender Cupsieger n. V. = Nach Verlängerung – i. E. = im Elfmeterschießen | BL = Bundesliga (1. Leistungsstufe) – 2L = 2. Liga (2. Leistungsstufe) RL = Regionalliga (3. Leistungsstufe) – EL= Eliteliga Vorarlberg/Tirol/Salzburg (3. Leistungsstufe) LL = Landesliga (4. Leistungsstufe) M = amtierender Meister – C = amtierender Cupsieger n. V. = Nach Verlängerung – i. E. = im Elfmeterschießen | BL = Bundesliga (1. Leistungsstufe) – 2L = 2. Liga (2. Leistungsstufe) RL = Regionalliga (3. Leistungsstufe) – EL= Eliteliga Vorarlberg/Tirol/Salzburg (3. Leistungsstufe) LL = Landesliga (4. Leistungsstufe) M = amtierender Meister – C = amtierender Cupsieger n. V. = Nach Verlängerung – i. E. = im Elfmeterschießen | BL = Bundesliga (1. Leistungsstufe) – 2L = 2. Liga (2. Leistungsstufe) RL = Regionalliga (3. Leistungsstufe) – EL= Eliteliga Vorarlberg/Tirol/Salzburg (3. Leistungsstufe) LL = Landesliga (4. Leistungsstufe) M = amtierender Meister – C = amtierender Cupsieger n. V. = Nach Verlängerung – i. E. = im Elfmeterschießen | BL = Bundesliga (1. Leistungsstufe) – 2L = 2. Liga (2. Leistungsstufe) RL = Regionalliga (3. Leistungsstufe) – EL= Eliteliga Vorarlberg/Tirol/Salzburg (3. Leistungsstufe) LL = Landesliga (4. Leistungsstufe) M = amtierender Meister – C = amtierender Cupsieger n. V. = Nach Verlängerung – i. E. = im Elfmeterschießen | BL = Bundesliga (1. Leistungsstufe) – 2L = 2. Liga (2. Leistungsstufe) RL = Regionalliga (3. Leistungsstufe) – EL= Eliteliga Vorarlberg/Tirol/Salzburg (3. Leistungsstufe) LL = Landesliga (4. Leistungsstufe) M = amtierender Meister – C = amtierender Cupsieger n. V. = Nach Verlängerung – i. E. = im Elfmeterschießen |

## Achtelfinale
Für das Achtelfinale haben sich folgende Mannschaften qualifiziert:
| Bundesliga (9) | 2. Liga (6)                                                                                            | Regionalliga Mitte (1) |
| --- | --- | ---------------------- |
| - SK Sturm Graz - TSV Hartberg - SK Austria Klagenfurt - LASK - SV Ried - FC Red Bull Salzburg - WSG Tirol - SK Rapid Wien - Wolfsberger AC | - SKU Amstetten - Floridsdorfer AC - Kapfenberger SV - SV Lafnitz - FC Blau-Weiß Linz - SKN St. Pölten | - SC Weiz              |

### Paarungen des Achtelfinales
Die Spiele des Achtelfinales waren für Dienstag, 26., und Mittwoch, 27. und Donnerstag, 28. Oktober 2021 vorgesehen. Das Spiel zwischen Linz und Hartberg am 27.10. wurde beim Stand von 0:0 nach 15 Spielminuten abgebrochen, nachdem Raphael Dwamena zusammengebrochen war.
| Datum / Zuschauer  | Liga | Liga | Liga | Heimmannschaft | | Gastmannschaft | Ergebnis |
| ------------------ | --- | --- | --- | --- | --- | --- | --- |
| 26.10.2021 / 840   | 2L | – | BL | SV Lafnitz | – | Wolfsberger AC | 3:5 n. V. (2:2; 3:3) |
| SR: Talic          | Torschützen: | Torschützen: | Torschützen: | 0:1 (19.) Matthäus Taferner, 1:1 (23.) Philipp Wendler, 2:1 (25., Eigentor) Dominik Baumgartner, 2:2 (38.) Dario Vizinger, 3:2 (68.) Thorsten Schriebl, 3:3 (77.) Christopher Wernitznig, 3:4 (113.) Dominik Baumgartner, 3:5 (120+3.) Christopher Wernitznig | 0:1 (19.) Matthäus Taferner, 1:1 (23.) Philipp Wendler, 2:1 (25., Eigentor) Dominik Baumgartner, 2:2 (38.) Dario Vizinger, 3:2 (68.) Thorsten Schriebl, 3:3 (77.) Christopher Wernitznig, 3:4 (113.) Dominik Baumgartner, 3:5 (120+3.) Christopher Wernitznig | 0:1 (19.) Matthäus Taferner, 1:1 (23.) Philipp Wendler, 2:1 (25., Eigentor) Dominik Baumgartner, 2:2 (38.) Dario Vizinger, 3:2 (68.) Thorsten Schriebl, 3:3 (77.) Christopher Wernitznig, 3:4 (113.) Dominik Baumgartner, 3:5 (120+3.) Christopher Wernitznig | 0:1 (19.) Matthäus Taferner, 1:1 (23.) Philipp Wendler, 2:1 (25., Eigentor) Dominik Baumgartner, 2:2 (38.) Dario Vizinger, 3:2 (68.) Thorsten Schriebl, 3:3 (77.) Christopher Wernitznig, 3:4 (113.) Dominik Baumgartner, 3:5 (120+3.) Christopher Wernitznig |
| 26.10.2021 / 900   | RL | – | BL | SC Weiz | – | SK Austria Klagenfurt | 1:4 n. V. (0:1; 1:1) |
| SR: Gmeiner        | Torschützen: | Torschützen: | Torschützen: | 0:1 (5.) Markus Pink, 1:1 (50.) Roman Hasenhütl, 1:2 (97.) Darijo Pecirep, 1:3 (105+1.) Patrick Greil, 1:4 (112.) Darijo Pecirep : Denis Kramar (Weiz, 80.)                                                                                                   | 0:1 (5.) Markus Pink, 1:1 (50.) Roman Hasenhütl, 1:2 (97.) Darijo Pecirep, 1:3 (105+1.) Patrick Greil, 1:4 (112.) Darijo Pecirep : Denis Kramar (Weiz, 80.)                                                                                                   | 0:1 (5.) Markus Pink, 1:1 (50.) Roman Hasenhütl, 1:2 (97.) Darijo Pecirep, 1:3 (105+1.) Patrick Greil, 1:4 (112.) Darijo Pecirep : Denis Kramar (Weiz, 80.)                                                                                                   | 0:1 (5.) Markus Pink, 1:1 (50.) Roman Hasenhütl, 1:2 (97.) Darijo Pecirep, 1:3 (105+1.) Patrick Greil, 1:4 (112.) Darijo Pecirep : Denis Kramar (Weiz, 80.)                                                                                                   |
| 27.10.2021 / 700   | 2L | – | 2L | Floridsdorfer AC | – | Kapfenberger SV | 4:2 n. E. (0:0) |
| SR: Kijas          | Torschützen: | Torschützen: | Torschützen: | | | | |
| 27.10.2021 / 5.528 | BL | – | BL | SK Sturm Graz | – | SV Ried | 1:2 (0:1) |
| SR: Gishamer       | Torschützen: | Torschützen: | Torschützen: | 0:1 (36.) Ante Bajic, 0:2 (52.) Luca Meisl, 1:2 (69.) Jakob Jantscher | 0:1 (36.) Ante Bajic, 0:2 (52.) Luca Meisl, 1:2 (69.) Jakob Jantscher | 0:1 (36.) Ante Bajic, 0:2 (52.) Luca Meisl, 1:2 (69.) Jakob Jantscher | 0:1 (36.) Ante Bajic, 0:2 (52.) Luca Meisl, 1:2 (69.) Jakob Jantscher |
| 27.10.2021 / 3.444 | 2L | – | BL | SKN St. Pölten | – | FC Red Bull Salzburg (M, C) | 0:3 (0:1) |
| SR: Ciochirca      | Torschützen: | Torschützen: | Torschützen: | 0:1 (30.) Daouda Guindo, 0:2 (73.) Junior Adamu, 0:3 (90+1.) Rasmus Kristensen | 0:1 (30.) Daouda Guindo, 0:2 (73.) Junior Adamu, 0:3 (90+1.) Rasmus Kristensen | 0:1 (30.) Daouda Guindo, 0:2 (73.) Junior Adamu, 0:3 (90+1.) Rasmus Kristensen | 0:1 (30.) Daouda Guindo, 0:2 (73.) Junior Adamu, 0:3 (90+1.) Rasmus Kristensen |
| 28.10.2021 / 2.500 | BL | – | BL | LASK | – | WSG Tirol | 2:1 (2:0) |
| SR: Grobelnik      | Torschützen: | Torschützen: | Torschützen: | 1:0 (30.) Sascha Horvath, 2:0 (34.) Peter Michorl, 2:1 (49.) Giacomo Vrioni | 1:0 (30.) Sascha Horvath, 2:0 (34.) Peter Michorl, 2:1 (49.) Giacomo Vrioni | 1:0 (30.) Sascha Horvath, 2:0 (34.) Peter Michorl, 2:1 (49.) Giacomo Vrioni | 1:0 (30.) Sascha Horvath, 2:0 (34.) Peter Michorl, 2:1 (49.) Giacomo Vrioni |
| 28.10.2021 / 2.797 | 2L | – | BL | SKU Amstetten | – | SK Rapid Wien | 0:3 (0:2) |
| SR: Altmann        | Torschützen: | Torschützen: | Torschützen: | 0:1 (13.) Ercan Kara, 0:2 (27.) Taxiarchis Foundas, 0:3 (55.) Srđan Grahovac | 0:1 (13.) Ercan Kara, 0:2 (27.) Taxiarchis Foundas, 0:3 (55.) Srđan Grahovac | 0:1 (13.) Ercan Kara, 0:2 (27.) Taxiarchis Foundas, 0:3 (55.) Srđan Grahovac | 0:1 (13.) Ercan Kara, 0:2 (27.) Taxiarchis Foundas, 0:3 (55.) Srđan Grahovac |
| 02.11.2021 / 1.000 | 2L | – | BL | FC Blau-Weiß Linz | – | TSV Hartberg | 2:3 (0:3) |
| SR: Sadikovski     | Torschützen: | Torschützen: | Torschützen: | 0:1 (9.) Dario Tadić, 0:2 (32.) Dario Tadić, 0:3 (35.) Dario Tadić, 1:3 (71.) Matthias Seidl, 2:3 (81.) Patrick Plojer | 0:1 (9.) Dario Tadić, 0:2 (32.) Dario Tadić, 0:3 (35.) Dario Tadić, 1:3 (71.) Matthias Seidl, 2:3 (81.) Patrick Plojer | 0:1 (9.) Dario Tadić, 0:2 (32.) Dario Tadić, 0:3 (35.) Dario Tadić, 1:3 (71.) Matthias Seidl, 2:3 (81.) Patrick Plojer | 0:1 (9.) Dario Tadić, 0:2 (32.) Dario Tadić, 0:3 (35.) Dario Tadić, 1:3 (71.) Matthias Seidl, 2:3 (81.) Patrick Plojer |
| Legende:           | BL = Bundesliga (1. Leistungsstufe) – 2L = 2. Liga (2. Leistungsstufe) RL = Regionalliga (3. Leistungsstufe) M = amtierender Meister – C = amtierender Cupsieger n. V. = Nach Verlängerung – i. E. = im Elfmeterschießen | BL = Bundesliga (1. Leistungsstufe) – 2L = 2. Liga (2. Leistungsstufe) RL = Regionalliga (3. Leistungsstufe) M = amtierender Meister – C = amtierender Cupsieger n. V. = Nach Verlängerung – i. E. = im Elfmeterschießen | BL = Bundesliga (1. Leistungsstufe) – 2L = 2. Liga (2. Leistungsstufe) RL = Regionalliga (3. Leistungsstufe) M = amtierender Meister – C = amtierender Cupsieger n. V. = Nach Verlängerung – i. E. = im Elfmeterschießen | BL = Bundesliga (1. Leistungsstufe) – 2L = 2. Liga (2. Leistungsstufe) RL = Regionalliga (3. Leistungsstufe) M = amtierender Meister – C = amtierender Cupsieger n. V. = Nach Verlängerung – i. E. = im Elfmeterschießen                                      | BL = Bundesliga (1. Leistungsstufe) – 2L = 2. Liga (2. Leistungsstufe) RL = Regionalliga (3. Leistungsstufe) M = amtierender Meister – C = amtierender Cupsieger n. V. = Nach Verlängerung – i. E. = im Elfmeterschießen                                      | BL = Bundesliga (1. Leistungsstufe) – 2L = 2. Liga (2. Leistungsstufe) RL = Regionalliga (3. Leistungsstufe) M = amtierender Meister – C = amtierender Cupsieger n. V. = Nach Verlängerung – i. E. = im Elfmeterschießen                                      | BL = Bundesliga (1. Leistungsstufe) – 2L = 2. Liga (2. Leistungsstufe) RL = Regionalliga (3. Leistungsstufe) M = amtierender Meister – C = amtierender Cupsieger n. V. = Nach Verlängerung – i. E. = im Elfmeterschießen                                      |

## Viertelfinale
Für das Viertelfinale haben sich folgende Mannschaften qualifiziert:
| Bundesliga (7)                                                                                                  | 2. Liga (1)        |
| --- | ------------------ |
| - TSV Hartberg - SK Austria Klagenfurt - LASK - SV Ried - FC Red Bull Salzburg - SK Rapid Wien - Wolfsberger AC | - Floridsdorfer AC |

### Paarungen des Viertelfinales
Die Spiele des Viertelfinales waren für Freitag 4., Samstag, 5. und Sonntag, 6. Februar 2022 vorgesehen.
| Datum / Zuschauer  | Liga | Liga | Liga | Heimmannschaft | | Gastmannschaft | Ergebnis |
| ------------------ | --- | --- | --- | --- | --- | --- | --- |
| 04.02.2022 / 300   | BL | – | 2L | Wolfsberger AC | – | Floridsdorfer AC | 4:2 n. V. (1:1, 2:2) |
| SR: Harkam         | Torschützen: | Torschützen: | Torschützen: | 0:1 (20.) João Oliveira, 1:1 (34.) Tai Baribo, 2:1 (46.) Dario Vizinger, 2:2 (90+6.) Daniel Rechberger, 3:2 (118.) Thorsten Röcher, 4:2 (120.) Adis Jasic : Christian Bubalović (110., FAC) | 0:1 (20.) João Oliveira, 1:1 (34.) Tai Baribo, 2:1 (46.) Dario Vizinger, 2:2 (90+6.) Daniel Rechberger, 3:2 (118.) Thorsten Röcher, 4:2 (120.) Adis Jasic : Christian Bubalović (110., FAC) | 0:1 (20.) João Oliveira, 1:1 (34.) Tai Baribo, 2:1 (46.) Dario Vizinger, 2:2 (90+6.) Daniel Rechberger, 3:2 (118.) Thorsten Röcher, 4:2 (120.) Adis Jasic : Christian Bubalović (110., FAC) | 0:1 (20.) João Oliveira, 1:1 (34.) Tai Baribo, 2:1 (46.) Dario Vizinger, 2:2 (90+6.) Daniel Rechberger, 3:2 (118.) Thorsten Röcher, 4:2 (120.) Adis Jasic : Christian Bubalović (110., FAC) |
| 04.02.2022 / 1.150 | BL | – | BL | SV Ried | – | SK Austria Klagenfurt | 2:0 (0:0) |
| SR: Lechner        | Torschützen: | Torschützen: | Torschützen: | 1:0 (50., Elfmeter) Julian Wießmeier, 2:0 (79.) Leo Mikić | 1:0 (50., Elfmeter) Julian Wießmeier, 2:0 (79.) Leo Mikić | 1:0 (50., Elfmeter) Julian Wießmeier, 2:0 (79.) Leo Mikić | 1:0 (50., Elfmeter) Julian Wießmeier, 2:0 (79.) Leo Mikić |
| 05.02.2022 / 2.000 | BL | – | BL | SK Rapid Wien | – | TSV Hartberg | 1:2 (1:2) |
| SR: Jäger          | Torschützen: | Torschützen: | Torschützen: | 1:0 (7.) Christoph Knasmüllner, 1:1 (24.) Jürgen Heil, 1:2 (45+2.) Philipp Sturm : Dalibor Velimirovic (78., Rapid)                                                                         | 1:0 (7.) Christoph Knasmüllner, 1:1 (24.) Jürgen Heil, 1:2 (45+2.) Philipp Sturm : Dalibor Velimirovic (78., Rapid)                                                                         | 1:0 (7.) Christoph Knasmüllner, 1:1 (24.) Jürgen Heil, 1:2 (45+2.) Philipp Sturm : Dalibor Velimirovic (78., Rapid)                                                                         | 1:0 (7.) Christoph Knasmüllner, 1:1 (24.) Jürgen Heil, 1:2 (45+2.) Philipp Sturm : Dalibor Velimirovic (78., Rapid)                                                                         |
| 06.02.2022 / 2.000 | BL | – | BL | FC Red Bull Salzburg (M, C) | – | LASK | 3:1 (2:1) |
| SR: Altmann        | Torschützen: | Torschützen: | Torschützen: | 0:1 (14.) Sascha Horvath, 1:1 (15., Eigentor) René Renner, 2:1 (43.) Rasmus Kristensen, 3:1 (47.) Nicolás Capaldo                                                                           | 0:1 (14.) Sascha Horvath, 1:1 (15., Eigentor) René Renner, 2:1 (43.) Rasmus Kristensen, 3:1 (47.) Nicolás Capaldo                                                                           | 0:1 (14.) Sascha Horvath, 1:1 (15., Eigentor) René Renner, 2:1 (43.) Rasmus Kristensen, 3:1 (47.) Nicolás Capaldo                                                                           | 0:1 (14.) Sascha Horvath, 1:1 (15., Eigentor) René Renner, 2:1 (43.) Rasmus Kristensen, 3:1 (47.) Nicolás Capaldo                                                                           |
| Legende:           | BL = Bundesliga (1. Leistungsstufe) – 2L = 2. Liga (2. Leistungsstufe) M = amtierender Meister – C = amtierender Cupsieger n. V. = Nach Verlängerung – i. E. = im Elfmeterschießen | BL = Bundesliga (1. Leistungsstufe) – 2L = 2. Liga (2. Leistungsstufe) M = amtierender Meister – C = amtierender Cupsieger n. V. = Nach Verlängerung – i. E. = im Elfmeterschießen | BL = Bundesliga (1. Leistungsstufe) – 2L = 2. Liga (2. Leistungsstufe) M = amtierender Meister – C = amtierender Cupsieger n. V. = Nach Verlängerung – i. E. = im Elfmeterschießen | BL = Bundesliga (1. Leistungsstufe) – 2L = 2. Liga (2. Leistungsstufe) M = amtierender Meister – C = amtierender Cupsieger n. V. = Nach Verlängerung – i. E. = im Elfmeterschießen          | BL = Bundesliga (1. Leistungsstufe) – 2L = 2. Liga (2. Leistungsstufe) M = amtierender Meister – C = amtierender Cupsieger n. V. = Nach Verlängerung – i. E. = im Elfmeterschießen          | BL = Bundesliga (1. Leistungsstufe) – 2L = 2. Liga (2. Leistungsstufe) M = amtierender Meister – C = amtierender Cupsieger n. V. = Nach Verlängerung – i. E. = im Elfmeterschießen          | BL = Bundesliga (1. Leistungsstufe) – 2L = 2. Liga (2. Leistungsstufe) M = amtierender Meister – C = amtierender Cupsieger n. V. = Nach Verlängerung – i. E. = im Elfmeterschießen          |

## Halbfinale
Für das Halbfinale hatten sich folgende Mannschaften qualifiziert:
| Bundesliga (4)                                                   |
| ---------------------------------------------------------------- |
| - TSV Hartberg - SV Ried - FC Red Bull Salzburg - Wolfsberger AC |

### Paarungen des Halbfinales
Die Spiele des Halbfinales waren für Dienstag, 1., Mittwoch, 2. und Donnerstag, 3. März 2022 vorgesehen. Die Partie zwischen Wolfsberg und Salzburg wurde COVID-bedingt verschoben.
| Datum / Zuschauer  | Liga | Liga | Liga | Heimmannschaft | | Gastmannschaft | Ergebnis |
| ------------------ | --- | --- | --- | --- | --- | --- | --- |
| 02.03.2022 / 3.700 | BL | – | BL | SV Ried | – | TSV Hartberg | 2:1 (0:0) |
| SR: Gishamer       | Torschützen: | Torschützen: | Torschützen: | 1:0 (61.) Felix Seiwald, 2:0 (71., Elfmeter) Julian Wießmeier, 2:1 (77.) Philipp Sturm                                                          | 1:0 (61.) Felix Seiwald, 2:0 (71., Elfmeter) Julian Wießmeier, 2:1 (77.) Philipp Sturm                                                          | 1:0 (61.) Felix Seiwald, 2:0 (71., Elfmeter) Julian Wießmeier, 2:1 (77.) Philipp Sturm                                                          | 1:0 (61.) Felix Seiwald, 2:0 (71., Elfmeter) Julian Wießmeier, 2:1 (77.) Philipp Sturm                                                          |
| 16.03.2022 / 3.501 | BL | – | BL | Wolfsberger AC | – | FC Red Bull Salzburg (M, C) | 4:5 i. E. (1:0, 1:1; 1:1) |
| SR: Hameter        | Torschützen: | Torschützen: | Torschützen: | 1:0 (3.) Matthäus Taferner, 1:1 (77.) Benjamin Šeško : Benjamin Šeško (117., Salzburg)                                                          | 1:0 (3.) Matthäus Taferner, 1:1 (77.) Benjamin Šeško : Benjamin Šeško (117., Salzburg)                                                          | 1:0 (3.) Matthäus Taferner, 1:1 (77.) Benjamin Šeško : Benjamin Šeško (117., Salzburg)                                                          | 1:0 (3.) Matthäus Taferner, 1:1 (77.) Benjamin Šeško : Benjamin Šeško (117., Salzburg)                                                          |
| Legende:           | BL = Bundesliga (1. Leistungsstufe) M = amtierender Meister – C = amtierender Cupsieger n. V. = Nach Verlängerung – i. E. = im Elfmeterschießen | BL = Bundesliga (1. Leistungsstufe) M = amtierender Meister – C = amtierender Cupsieger n. V. = Nach Verlängerung – i. E. = im Elfmeterschießen | BL = Bundesliga (1. Leistungsstufe) M = amtierender Meister – C = amtierender Cupsieger n. V. = Nach Verlängerung – i. E. = im Elfmeterschießen | BL = Bundesliga (1. Leistungsstufe) M = amtierender Meister – C = amtierender Cupsieger n. V. = Nach Verlängerung – i. E. = im Elfmeterschießen | BL = Bundesliga (1. Leistungsstufe) M = amtierender Meister – C = amtierender Cupsieger n. V. = Nach Verlängerung – i. E. = im Elfmeterschießen | BL = Bundesliga (1. Leistungsstufe) M = amtierender Meister – C = amtierender Cupsieger n. V. = Nach Verlängerung – i. E. = im Elfmeterschießen | BL = Bundesliga (1. Leistungsstufe) M = amtierender Meister – C = amtierender Cupsieger n. V. = Nach Verlängerung – i. E. = im Elfmeterschießen |

## Endspiel
Das Endspiel fand am Sonntag, 1. Mai 2022 statt.
| Paarung                   | FC Red Bull Salzburg – SV Ried |
| Ergebnis                  | 3:0 (1:0) |
| Datum                     | 1. Mai 2022 |
| Stadion                   | Wörthersee Stadion, Klagenfurt am Wörthersee |
| Zuschauer                 | 7.800 |
| Schiedsrichter            | Alexander Harkam (Graz) |
| Schiedsrichterassistenten | Andreas Witschnigg, Martin Höfler |
| Vierter Offizieller       | René Eisner |
| Tore                      | 1:0 Sučić (27.) 2:0 Wöber (52.) 3:0 Šeško (87.) |
| FC Red Bull Salzburg      | Philipp Köhn – Andreas Ulmer, Maximilian Wöber, Oumar Solet, Rasmus Kristensen – Mohamed Camara (90. Zlatko Junuzović) – Nicolas Seiwald, Nicolás Capaldo (62. Brenden Aaronson) – Luka Sučić – Karim Adeyemi (90. Maurits Kjærgaard), Noah Okafor (74. Benjamin Šeško) Cheftrainer: Matthias Jaissle |
| SV Ried                   | Samuel Şahin-Radlinger – Philipp Pomer, Luca Meisl, Tin Plavotić, Markus Lackner (80. Nene Dorgeles), Julian Wießmeier (57. Leo Mikić) – Murat Satin (80. Josef Weberbauer), Marcel Ziegl, Stefan Nutz, Nikola Stošić – Ante Bajic Cheftrainer: Christian Heinle                                      |
| Gelbe Karten              | Sučić (76.) – Bajic (76.) |